# Uddjaure
Uddjaure (lule Ujják) – jezioro położone w regionie Norrbotten, w północnej części Szwecji, Laponia. Przez jezioro przepływa rzeka Skellefte.